# Artvin
Artvin je administrativni centar istoimene turske pokrajine Artvin s 25.771 stanovnika. 

## Zemljopis
Artvin se nalazi na krajnjem sjeveroistoku Turske, u Crnomorskoj regiji udaljen 30 km od obala Crnog mora, položen po terasastim brdima iznad kotline rijeke Çoruh.

## Povijest
Artvin je istrastao u grad za osmanske vladavine. Nakon Rusko turskog rata 1877-1878 anektirala ga je Carska Rusija, ali ga je nakon potpisivanja Brest-Litovskog mira vratila Osmanlijama. 

## Vanjske poveznice
- Službene stranice grada  Arhivirana inačica izvorne stranice od 27. travnja 2014. (Wayback Machine) (tur.)